# 現代建築
現代建築（げんだいけんちく、contemporary architecture）とは、
1. 現代（その論者にとって、自分の生きている時代）の建築、と考えられるものを、前時代のそれと比較しつつ指すための一般的な用語。前時代の建築と比較して、現代的な意匠にて建てられたと考えられる建築物を指す一般的な用語。「現代」という言葉が具体的に指す年代は動的で、世代の入れ替わりとともに変化してゆく[1]。
2. （第二次世界大戦後しばらく日本建築史で用いられた用法）戦前を「近代建築」[2]とし、それと対比させる形で、戦後に建てられた建築物を「現代建築」と呼んで区別する。しかし時間の経過とともに「現代=戦後」という区切りも自明のものでなくなり[3]、かつて「現代建築」の代表であったル・コルビュジエも21世紀においては「近代建築」となっている[4]。